# San Antonio la Isla

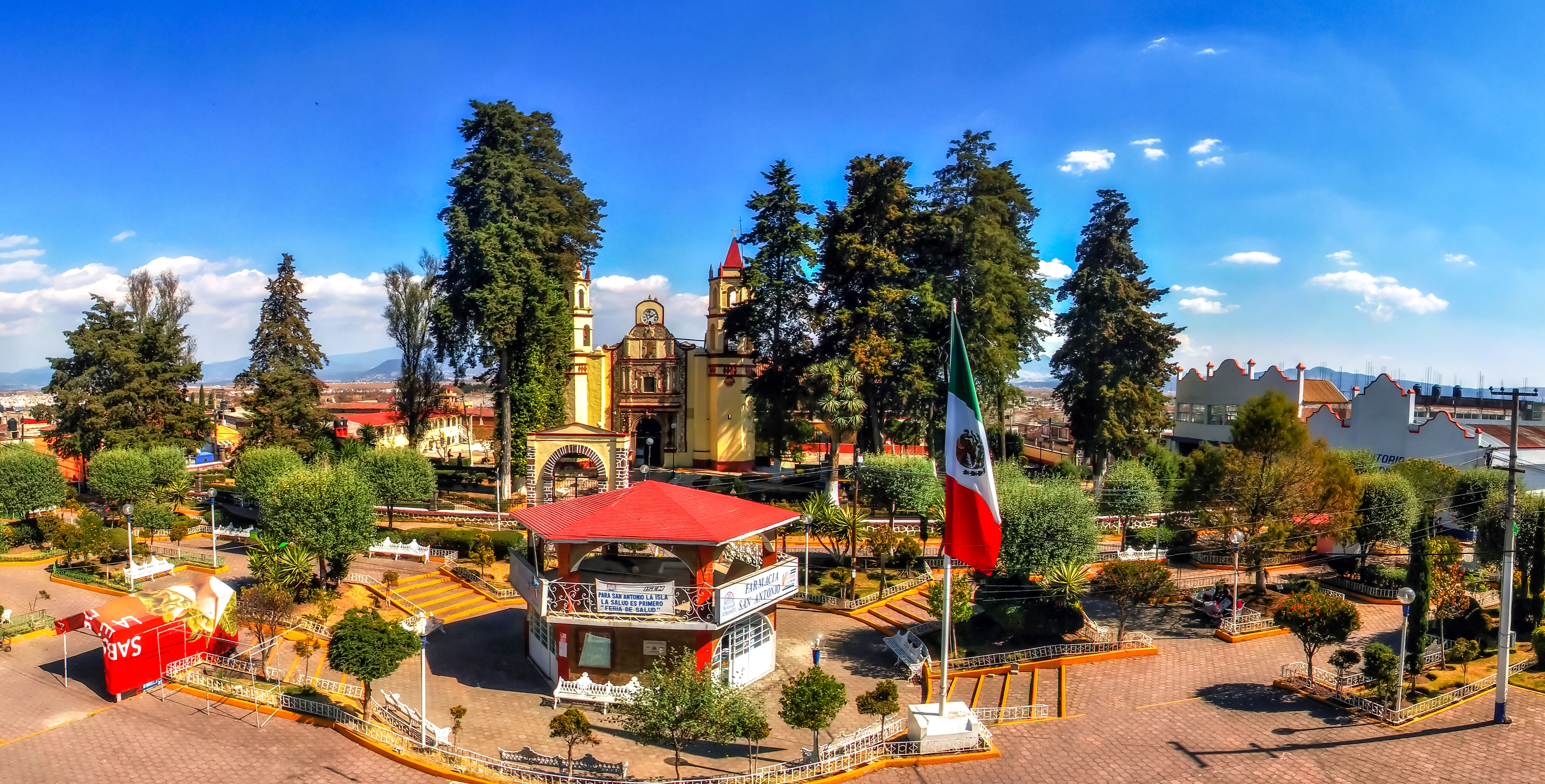
Pdt. municipal

San Antonio la Isla est une municipalité de l'État de Mexico, au Mexique. Elle couvre une superficie de 18,471 km2 et compte 27 230 habitants en 2015.